# Грађанска непослушност
Грађанска непослушност је одбијање грађана да се повинују захтевима и законима власти, често на ненасилан начин и уз колективно масовно учешће. Према неким дефиницијама, грађанска непослушност мора бити ненасилна да би се назвала „грађанском“. Стога се грађанска непослушност понекад изједначава са мирним протестима или ненасилним отпором. Историјски примери су индијски отпор колонијализму, јужноафрички отпор апартхејду и борба америчког покрета за грађанска права, као и протести против Милошевићевог режима у Србији, током последње деценије 20. века.
Из угла политичке филозофије, грађанска непослушност се односи на намјерно кршење закона са циљем да се привуче пажња или коригују неправде у закону, или одређене политике које практикују државне институције. Политички филозофи су заинтересовани за многа питања која долазе као резултат грађанске непослушности. Нека од њих су: Како оправдати акције грађанске непослушности? Какав одговор треба да стигне од правних институција када је грађанска непослушност оправдана? Да ли грађанска непослушност треба да се одвија јавно без употребе силе и/или са вољом да се одговори на могуће санкције?
Есеј Отпор грађанској влади Хенрија Дејвида Тора, објављен постхумно као Грађанска непослушност, популаризовао је термин у САД, иако се сам концепт раније практиковао. Она је инспирисала лидере као што су Сузан Б. Ентони из америчког покрета за право гласа за жене у касним 1800-им, Сад Заглоула из 1910-их која је кулминирала Египатском револуцијом 1919 против британске окупације, и Махатма Гандија из 1920-их у Индији у протестима за ундијску независност Британског Ража. Мирни протести Мартина Лутера Кинга млађег и Џејмса Бевела током покрета за грађанска права у Сједињеним Државама 1960-их садржали су важне аспекте грађанске непослушности. Иако је грађанска непослушност ретко оправдана на суду, Кинг је грађанску непослушност сматрао испољавањем и праксом поштовања закона: „Сваки човек који прекрши закон за који му савест говори је неправедан и вољно прихвата казну тако што ће остати у затвору да пробудити савест заједнице о неправди закона, у том тренутку изражава највише поштовање закона."

## Историја
Рани приказ грађанске непослушности је у Софокловој драми Антигона, у којој Антигона, једна од ћерки бившег краља Тебе, Едипа, пркоси Креонту, садашњем краљу Тебе, који покушава да је спречи да свом брату Полинику пружи достојну сахрану. Она држи подстицајни говор у којем му говори да се мора повиновати својој савести, а не људском закону. Она се нимало не плаши смрти којом јој он прети (а на крају и изврши), али се плаши како ће је савест прогонити ако то не учини.
Етјен де Ла Боеси је развио мисао у свом делу Discours de la servitude volontaire ou le Contr'un (1552) коју су преузели многи покрети грађанске непослушности, а који су од концепта побуне повукли у добровољно ропство као основу свог инструмента борбе. Етјен де Ла Боеси је био један од првих који је теоретизовао и предложио стратегију несарадње, а тиме и облик ненасилне непослушности, као заиста ефективног оружје.
Уочи Славне револуције у Британији, када је документована Повеља о правима из 1689. године, последњи католички монарх је свргнут, а мушки и женски заједнички сумонархи су утроњени. Енглеско мидландско просветитељство развило је начин изражавања приговора на закон који се сматра нелегитимним, а затим преузимања последица закона. Ово је било усредсређено на нелегитимност закона за које се тврдило да су „божанског” порекла, и „божанска права краљева” и „божанска права човека”, и легитимност закона за које се признаје да их доносе људска бића.
После масакра у Петерлоу 1819. године, песник Перси Шели је касније те године написао политичку песму Маска анархије, која почиње сликама онога што је сматрао неправедним облицима власти његовог времена — а затим замишља потресе новог облика друштвеног деловања. Према Аштону Николсу, то је можда прва модерна изјава о принципу ненасилног протеста. Верзију је преузео аутор Хенри Дејвид Торо у свом есеју Грађанска непослушност, а касније и Ганди у својој доктрини о Сатјаграхи. Гандијева Сатјаграха била је делимично под утицајем и инспирисана Шелијевим ненасиљем у протестима и политичким акцијама. Посебно је познато да је Ганди често цитирао Шелијеву Маску анархије огромној публици током кампање за слободну Индију.
Торов есеј Грађанска непослушност из 1849. године, првобитно назван „Отпор грађанској влади“, имао је широк утицај на многе касније практичаре грађанске непослушности. Покретачка идеја есеја је да су грађани морално одговорни за своју подршку агресорима, чак и када је таква подршка прописана законом. У есеју, Торо је објаснио своје разлоге зашто је одбио да плати порез као чин протеста против ропства и против Мексичко-америчког рата. Он пише,
Ако се посветим другим потрагама и контемплацијама, прво морам да видим, барем, да их не пратим седећи на раменима другог човека. Морам прво да сиђем са њега, да и он настави са својим размишљањима. Погледајте каква груба недоследност се толерише. Чуо сам неке од мојих суграђана како говоре: „Волео бих да ми наређују да помогнем у гушењу побуне робова или да марширам на Мексико; да видимио да ли бих ишао; а ипак ти сами људи, директно својом оданошћу, и тако индиректно, барем својим новцем, обезбедили су замену.
До 1850-их, низ мањинских група у Сједињеним Државама: Афроамериканци, Јевреји, баптисти седмог дана, католици, антипрохибиционисти, расни егалитаристи и други — користили су грађанску непослушност у борби против низа законских мера и јавних пракси које су промовисали су етничку, верску и расну дискриминацију. Про-јавни и типично мирољубив отпор политичкој моћи остао је интегрална тактика у модерној америчкој политици мањинских права.
У Ирској, почевши од 1879. године, ирски „Копнени рат“ се интензивирао када је ирски националистички вођа Чарлс Стјуарт Парнел, у говору у Енису, предложио да када се ради о закупцима који узимају фарме са којих је други закупац исељен, уместо да прибегавају насиљу, сви у том месту треба да их избегавају. Након овога, капетан Чарлс Бојкот, агент за земљиште одсутног станодавца у округу Мејо, у Ирској, био је подвргнут друштвеном остракизму који је организовала Ирска земаљска лига 1880. Бојкот је покушао да избаци једанаест закупаца са своје земље. Док се Парнелов говор није односио на агенте за земљиште или станодавце, тактика је примењена на Бојкота када је подигнута узбуна због деложација. Упркос краткорочним економским потешкоћама за оне који су предузимали ову акцију, Бојкот се убрзо нашао у изолацији – његови радници су престали да раде на њивама и шталама, као и у његовој кући. Локални бизнисмени су престали да тргују са њим, а локални поштар је одбио да испоручује пошту. Покрет се проширио широм Ирске и довео до израза бојкот, а на крају је довео до правне реформе и подршке независности Ирске.
Египат је доживео масовну примену на националном покрету који је почео 1914. и достигао врхунац 1919. године као Египатска револуција 1919. То су затим усвојили други домородачки народи који су се противили британској окупацији од 1920. па надаље. Ово није коришћено са домаћим законима који су били репресивнији од британске окупације, што је довело до проблема за ове земље данас. Заглул-паша, који се сматра главним умом иза ове масовне грађанске непослушности, био је урођеник средње класе, азхарски дипломац, политички активиста, судија, парламентарни и бивши министар чије је руководство удружило хришћанске и муслиманске заједнице, као и жене у масовне протесте. Заједно са својим сарадницима из Вафд партије, они су остварили независност Египта и први устав 1923.
Грађанска непослушност је један од многих начина на које су се људи побунили против закона који сматрају неправедним. Коришћена је у многим ненасилним покретима отпора у Индији (кампање Махатме Гандија за независност од Британске империје), у Чехословачкој Плишаној револуцији, у раним фазама покрета за независност Бангладеша против пакистанског колонијализма, и у Источној Немачкој да би се збацила њихова стаљинистичка влада. У Јужној Африци током левичарске кампање против крајње десничарског режима апартхејда, у америчком покрету за грађанска права против закона Џима Кроуа, у Распеваној револуцији за независност балтичких земаља од Совјетског Савеза, и недавно у Револуцији ружа у Грузији 2003. године, Наранџастој револуција 2004. године и револуција Евромајдана 2013–2014 у Украјини, Револуцији свећа 2016–2017 у Јужној Кореји и белоруским протестима 2020–2021, међу многим другим разноврсним покретима широм света.